# Valverde del Camino (Gerichtsbezirk)
Der Gerichtsbezirk Valverde del Camino ist einer der sechs Gerichtsbezirke in der Provinz Huelva.
Der Bezirk umfasst 18 Gemeinden auf einer Fläche von 2.884,38 km² mit dem Hauptquartier in Valverde del Camino.

## Gemeinden
| Gemeinde                           | Einwohner (2024) | Fläche km² | Dichte Einw./km² | Cod INE | Postleitzahl |
| ---------------------------------- | ---------------- | ---------- | ---------------- | ------- | ------------ |
| El Almendro                        | 858              | 170,61     | 5                | 21003   | 21593        |
| Alosno                             | 3.982            | 191,07     | 21               | 21006   | 21520        |
| Berrocal                           | 288              | 126,24     | 2                | 21012   | 21647        |
| Cabezas Rubias                     | 710              | 108,64     | 7                | 21015   | 21580        |
| Calañas                            | 2.759            | 237,74     | 12               | 21017   | 21300        |
| El Campillo                        | 2.014            | 90,72      | 22               | 21018   | 21650        |
| El Cerro de Andévalo               | 2.260            | 286,13     | 8                | 21023   | 21320        |
| El Granado                         | 493              | 97,55      | 5                | 21037   | 21594        |
| Minas de Riotinto                  | 3.713            | 23,31      | 159              | 21049   | 21660        |
| Nerva                              | 5.073            | 55,40      | 92               | 21052   | 21670        |
| Paymogo                            | 1.143            | 213,46     | 5                | 21057   | 21560        |
| Puebla de Guzmán                   | 3.095            | 336,30     | 9                | 21058   | 21550        |
| Santa Bárbara de Casa              | 1.128            | 146,59     | 8                | 21068   | 21570        |
| Valverde del Camino                | 12.611           | 218,68     | 58               | 21072   | 21600        |
| Villanueva de las Cruces           | 380              | 34,39      | 11               | 21075   | 21592        |
| Villanueva de los Castillejos      | 2.936            | 263,98     | 11               | 21076   | 21540        |
| Zalamea la Real                    | 2.963            | 238,86     | 12               | 21078   | 21640        |
| La Zarza-Perrunal                  | 1.189            | 44,71      | 27               | 21902   | 21310        |
| Gerichtsbezirk Valverde del Camino | 47.595           | 2.884,38   | 17               | –       | –            |